# Kenan Mehovic
Kenan Mehovic, född 3 juni 1994, är en svensk fotbollsspelare som spelar för IK Oddevold.

## Karriär
Mehovic moderklubb är Vänersborgs FK. Som junior spelade han även för FC Trollhättan. 2014 gick Mehovic åter till Vänersborgs FK, där det blev spel under två säsonger.
Inför säsongen 2016 återvände Mehovic till FC Trollhättan. I februari 2017 gick han till division 2-klubben IK Gauthiod. I december 2017 värvades Mehovic av Norrby IF, där han skrev på ett treårskontrakt. I december 2018 återvände Mehovic till IK Gauthiod.
Inför säsongen 2020 värvades Mehovic av IK Oddevold. I oktober 2022 förlängde han sitt kontrakt med två år. I november 2023 förlängde Mehovic återigen sitt kontrakt med två år.

## Karriärstatistik
| Klubb              | Säsong             | Liga                           | Liga    | Liga | Svenska cupen | Svenska cupen | Totalt  | Totalt |
| Klubb              | Säsong             | Division                       | Matcher | Mål  | Matcher       | Mål           | Matcher | Mål    |
| ------------------ | ------------------ | ------------------------------ | ------- | ---- | ------------- | ------------- | ------- | ------ |
| Vänersborgs FK     | 2014               | Division 3 Nordvästra Götaland | 20      | 1    | 0             | 0             | 20      | 1      |
| Vänersborgs FK     | 2015               | Division 2 Norra Götaland      | 25      | 3    | 0             | 0             | 25      | 3      |
| Vänersborgs FK     | Totalt             | Totalt                         | 45      | 4    | 0             | 0             | 45      | 4      |
| FC Trollhättan     | 2016               | Division 1 Södra               | 24      | 0    | 3             | 0             | 27      | 0      |
| IK Gauthiod        | 2017               | Division 2 Norra Götaland      | 22      | 3    | 0             | 0             | 22      | 3      |
| Norrby IF          | 2018               | Superettan                     | 13      | 0    | 2             | 0             | 15      | 0      |
| IK Gauthiod        | 2019               | Division 2 Norra Götaland      | 25      | 2    | 2             | 0             | 27      | 2      |
| IK Oddevold        | 2020               | Division 2 Norra Götaland      | 13      | 2    | 0             | 0             | 13      | 2      |
| IK Oddevold        | 2021               | Division 2 Norra Götaland      | 26      | 1    | 2             | 0             | 28      | 1      |
| IK Oddevold        | 2022               | Ettan Södra                    | 26      | 3    | 0             | 0             | 26      | 3      |
| IK Oddevold        | 2023               | Ettan Södra                    | 24      | 0    | 1             | 0             | 25      | 0      |
| IK Oddevold        | 2024               | Superettan                     | 0       | 0    | 0             | 0             | 0       | 0      |
| IK Oddevold        | Totalt             | Totalt                         | 89      | 6    | 3             | 0             | 92      | 6      |
| Totalt i karriären | Totalt i karriären | Totalt i karriären             | 218     | 15   | 10            | 0             | 228     | 15     |